# Record du monde de Rubik's Clock
| Temps   | Compétiteur             | Nationalité      | Lieu                                     | Date               |
| ------- | ----------------------- | ---------------- | ---------------------------------------- | ------------------ |
| 1 s 64  | Volodymyr Kapustianskyi | États-Unis       | Moorhead Madness 2025                    | 10 mai 2025        |
| 1 s 82  | Lachlan Gibson          | Nouvelle-Zélande | Puzzling Papatoetoe 2025                 | 10 mai 2025        |
| 1 s 86  | Lachlan Gibson          | Nouvelle-Zélande | A New Year in Auckland 2025              | 17 janvier 2025    |
| 1 s 97  | Brendyn Dunagan         | États-Unis       | La La Land 2024                          | 1er septembre 2024 |
| 2 s 15  | Volodymyr Kapustianskyi | Ukraine          | Cubing in Oak Creek 2024                 | 10 août 2024       |
| 2 s 25  | Niklas Aasen Eliasson   | Norvège          | Vännäs & Friends 2024                    | 15 juin 2024       |
| 2 s 29  | Niklas Aasen Eliasson   | Norvège          | West Coast 3: Trollhättan 2024           | 8 juin 2024        |
| 2 s 31  | Eryk Kasperek           | Pologne          | No Triangle in Rzeszów 2024              | 19 mai 2024        |
| 2 s 38  | Carter Thomas           | États-Unis       | Chicago Area Twist Spring A 2024         | 18 mai 2024        |
| 2 s 40  | Eryk Kasperek           | Pologne          | Cube4fun Lublin on WEII 2024             | 21 avril 2024      |
| 2 s 54  | Neil Gour               | Inde             | Side Events Bangalore Jan 2024           | 6 janvier 2024     |
| 2 s 61  | Tommy Cherry            | États-Unis       | CubingUSA Mid-Atlantic Championship 2023 | 17 juin 2023       |
| 2 s 77  | Jacob Chambers          | Royaume-Uni      | Wiltshire Spring 2023                    | 25 mars 2023       |
| 2 s 87  | Yunhao Lou              | Chine            | Guangdong Open 2021                      | 3 mai 2021         |
| 3 s 29  | Suen Ming Chi           | Hong Kong        | GDSY Open 2019                           | 23 mars 2019       |
| 3 s 40  | Yunhao Lou              | Chine            | Shenzhen Open 2018                       | 22 juillet 2018    |
| 3 s 73  | Nathaniel Berg          | Suède            | Danish Open 2015                         | 21 juin 2015       |
| 4 s 80  | Evan Liu                | États-Unis       | Xi'an Cherry Blossom 2015                | 5 avril 2015       |
| 5 s 25  | Nathaniel Berg          | Suède            | Generalen 2015                           | 22 février 2015    |
| 5 s 27  | Sam Zhixiao Wang        | Chine            | Shanghai Winter 2011                     | 24 décembre 2011   |
| 5 s 65  | Sam Zhixiao Wang        | Chine            | Shanghai Winter 2011                     | 24 décembre 2011   |
| 5 s 83  | Javier Tirado Ortiz     | Espagne          | World Championship 2011                  | 15 octobre 2011    |
| 5 s 88  | Sam Zhixiao Wang        | Chine            | Guildford Summer Open 2011               | 31 juillet 2011    |
| 6 s 25  | David Woner             | États-Unis       | US Nationals 2010                        | 7 août 2010        |
| 6 s 36  | Yu Sajima               | Japon            | Kawasaki Open 2010                       | 6 juin 2010        |
| 6 s 90  | Taki Sugimoto           | Japon            | Japan Open 2010                          | 27 mars 2010       |
| 6 s 93  | Olivér Perge            | Hongrie          | Bristol Open 2009                        | 22 novembre 2009   |
| 7 s 08  | David Woner             | États-Unis       | Carnegie Mellon Spring 2009              | 2 mai 2009         |
| 7 s 69  | Mátyás Kuti             | Hongrie          | Czech Open 2007                          | 15 juillet 2007    |
| 8 s 39  | Stefan Pochmann         | Allemagne        | World Championship 2005                  | 5 novembre 2005    |
| 9 s 05  | Stefan Pochmann         | Allemagne        | Dutch Open 2004                          | 10 octobre 2004    |
| 9 s 54  | Stefan Pochmann         | Allemagne        | German Open 2004                         | 24 avril 2004      |
| 38 s 97 | Jaap Scherphuis         | Pays-Bas         | World Championship 2003                  | 24 août 2003       |

| Temps   | Compétiteur             | Nationalité      | Lieu                                 | Date              |
| ------- | ----------------------- | ---------------- | ------------------------------------ | ----------------- |
| 2 s 28  | Lachlan Gibson          | Nouvelle-Zélande | Puzzling Papatoetoe 2025             | 10 mai 2025       |
| 2 s 31  | Volodymyr Kapustianskyi | États-Unis       | Moorhead Madness 2025                | 10 mai 2025       |
| 2 s 38  | Lachlan Gibson          | Nouvelle-Zélande | Auckland Autumn 2025                 | 12 avril 2025     |
| 2 s 39  | Volodymyr Kapustianskyi | États-Unis       | South Dakota Playhouse 2025          | 19 mars 2025      |
| 2 s 39  | Volodymyr Kapustianskyi | Ukraine          | Grand Forks 2024                     | 14 septembre 2024 |
| 2 s 52  | Eryk Kasperek           | Pologne          | Cube4fun Lublin on WEII 2024         | 21 avril 2024     |
| 3 s 13  | Niklas Aasen Eliasson   | Norvège          | Uppsalaligan 2: Leap - 2024          | 29 février 2024   |
| 3 s 31  | Niklas Aasen Eliasson   | Norvège          | Lierskogen Vinterkubing 2024         | 18 février 2024   |
| 3 s 35  | Dilshawn Sidhu          | Canada           | Kenmore Mini A 2024                  | 17 février 2024   |
| 3 s 44  | Niklas Aasen Eliasson   | Norvège          | West Coast 1: Trollhättan 2024       | 21 janvier 2024   |
| 3 s 50  | Tommy Cherry            | États-Unis       | CubingUSA Nationals 2023             | 28 juillet 2023   |
| 3 s 54  | Niklas Aasen Eliasson   | Norvège          | Trondheim Cube Week 2023             | 4 juillet 2023    |
| 3 s 56  | Jacob Chambers          | Royaume-Uni      | Droitwich Spa Autumn 2022            | 18 septembre 2022 |
| 3 s 81  | Caleb Trelford          | États-Unis       | CubingUSA Southern Championship 2022 | 29 juillet 2022   |
| 3 s 86  | Yunhao Lou              | Chine            | Guangzhou Good Afternoon 2020        | 13 décembre 2020  |
| 4 s 38  | Yunhao Lou              | Chine            | Hangzhou Autumn 2019                 | 9 novembre 2019   |
| 4 s 43  | Yunhao Lou              | Chine            | Wuhan Open 2019                      | 2 mai 2019        |
| 4 s 56  | Yunhao Lou              | Chine            | China Championship 2018              | 2 octobre 2018    |
| 4 s 90  | Yunhao Lou              | Chine            | Shenzhen Open 2018                   | 21 juillet 2018   |
| 4 s 95  | Tairan Zhong            | Chine            | Shanghai Winter 2018                 | 20 janvier 2018   |
| 5 s 20  | Wojciech Knott          | Pologne          | CFL Santa Claus Cube Race 2017       | 16 décembre 2017  |
| 5 s 22  | Tairan Zhong            | Chine            | Quanzhou Side Event 2017             | 19 août 2017      |
| 5 s 23  | Tairan Zhong            | Chine            | Zhuhai Open 2017                     | 29 mai 2017       |
| 5 s 33  | Evan Liu                | États-Unis       | Birmingham Open 2016                 | 17 décembre 2016  |
| 5 s 38  | Wojciech Knott          | Pologne          | II Masovian Open Płock 2016          | 27 août 2016      |
| 5 s 72  | Wojciech Knott          | Pologne          | Mielec Cube Day 2016                 | 12 juin 2016      |
| 5 s 94  | Evan Liu                | États-Unis       | Xi'an Cherry Blossom 2015            | 5 avril 2015      |
| 6 s 00  | Yunho Nam               | Corée du Sud     | Asian Championship 2014              | 3 novembre 2014   |
| 6 s 25  | Yunho Nam               | Corée du Sud     | Asian Championship 2014              | 2 novembre 2014   |
| 6 s 61  | Evan Liu                | États-Unis       | Oxford Open 2014                     | 17 mai 2014       |
| 6 s 68  | Evan Liu                | États-Unis       | Nottingham 2014                      | 23 février 2014   |
| 6 s 79  | Evan Liu                | États-Unis       | World Championship 2013              | 27 juillet 2013   |
| 6 s 90  | Pierre Bouvier          | France           | Cannes Open 2013                     | 3 mars 2013       |
| 7 s 09  | Jonathan Irvin Gunawan  | Indonésie        | Bandung Open 2012                    | 27 mai 2012       |
| 7 s 33  | Sam Zhixiao Wang        | Chine            | Guildford Summer Open 2011           | 31 juillet 2011   |
| 7 s 53  | Yu Sajima               | Japon            | Kawasaki Open 2010                   | 6 juin 2010       |
| 7 s 96  | Yu Sajima               | Japon            | Japan Open 2010                      | 28 mars 2010      |
| 8 s 60  | Mátyás Kuti             | Hongrie          | Polish Open 2007                     | 16 septembre 2007 |
| 8 s 83  | Mátyás Kuti             | Hongrie          | Czech Open 2007                      | 15 juillet 2007   |
| 9 s 74  | Stefan Pochmann         | Allemagne        | German Open 2005                     | 23 avril 2005     |
| 10 s 78 | Stefan Pochmann         | Allemagne        | Euro 2004                            | 8 août 2004       |
| 11 s 61 | Stefan Pochmann         | Allemagne        | German Open 2004                     | 24 avril 2004     |